# Polperro
Koordinaten: 50° 20′ N, 4° 31′ W
Polperro (Kornisch Porthpyra [KK], Porth Pera [UCR]) ist ein kleiner Fischerort an der Südküste der Grafschaft Cornwall im Südwesten Englands.
Das im 13. Jahrhundert entstandene Dorf mit etwa 1500 Einwohnern liegt am Fluss Pol, 6 km westlich des bekannten Seebads Looe und 40 km westlich der Stadt Plymouth. Er hat einen malerischen Fischerhafen, der von dicht gedrängten Häusern umgeben ist. Polperro ist heute ein beliebtes Ausflugsziel im Sommer und lebt überwiegend vom Tourismus, wohingegen die traditionelle Fischerei keine große wirtschaftliche Bedeutung mehr hat (es gibt heute noch zwölf kommerziell betriebene Fischerboote im Ort). Der Tidenhub beträgt etwa 3,5 Meter. Bei Niedrigwasser fällt der Hafen trocken und die Boote stehen am Grund im Schlick.
Von touristischer Bedeutung ist das im Ort befindliche Schmuggler-Museum, das die Geschichte des ehemals sehr einträglichen Schmuggels an der Südküste Cornwalls dokumentiert.

## Geschichte
Während des Zweiten Weltkriegs hatte sich Oskar Kokoschka in diesen Ort zurückgezogen, um den Angriffen der deutschen Luftwaffe auf London zu entkommen. Hier besuchte ihn 1941 seine ehemalige Dresdner Schülerin Hilde Goldschmidt.

## Persönlichkeiten
- Joshua Heath Sobey (1843–1910), baptistischer Geistlicher, Missionar auf den Westindischen Inseln und in Zentralamerika